# Guatemala International 2021
Die Guatemala International 2021 im Badminton fanden vom 22. bis zum 26. September 2021 in Guatemala-Stadt statt.

## Sieger und Platzierte
| Disziplin    | Gold                               | Silber                                      | Bronze                                            |
| ------------ | ---------------------------------- | ------------------------------------------- | ------------------------------------------------- |
| Herreneinzel | Kevin Cordón                       | Victor Lai                                  | Rubén Castellanos                                 |
| Herreneinzel | Kevin Cordón                       | Victor Lai                                  | Job Castillo                                      |
| Dameneinzel  | Jennie Gai                         | Samayara Panwar                             | Francesca Corbett                                 |
| Dameneinzel  | Jennie Gai                         | Samayara Panwar                             | Alejandra José Paiz Quân                          |
| Herrendoppel | Kevin Lee Ty Alexander Lindeman    | Jonathan Solís Anibal Marroquín             | Rubén Castellanos Christopher Martínez            |
| Herrendoppel | Kevin Lee Ty Alexander Lindeman    | Jonathan Solís Anibal Marroquín             | Vinson Chiu Joshua Yuan                           |
| Damendoppel  | Francesca Corbett Allison Lee      | Gonzalez Ana Pamela Karolina Orellana Ardon | Alejandra José Paiz Quân Mariana Isabel Paiz Quan |
| Mixed        | Ty Alexander Lindeman Josephine Wu | Joshua Yuan Allison Lee                     | Jonathan Solís Diana Corleto Soto                 |
| Mixed        | Ty Alexander Lindeman Josephine Wu | Joshua Yuan Allison Lee                     | Christopher Martínez Mariana Isabel Paiz Quan     |